# Michaël Bodegas
Michaël Bodegas (La Seyne-sur-Mer, Provenza-Alpes-Costa Azul, Francia, 3 de mayo de 1987) es un jugador de waterpolo francés nacionalizado en Italia. Actualmente juega para el C.N. Atlètic Barceloneta español.
Desde 2015 es internacional absoluto con la selección italiana, con la que ganó el Campeonato Mundial de 2019.

## Títulos

### Clubes
- Ligas francesas: 8

C.N. Marseille: 2005, 2006, 2007, 2008, 2009, 2010, 2011, 2013
- Copas de Francia: 6

C.N. Marseille:  2007, 2009, 2010, 2011, 2012, 2013
- Ligas italianas: 4

Pro Recco: 2015-16, 2016-17, 2017-18, 2018-19
- Copa de Italia: 4

Pro Recco: 2015-16, 2016-17, 2017-18, 2018-19
- Supercopa LEN: 1

Pro Recco: 2016

### Selección
- Juegos Olímpicos

Río de Janeiro 2016: 
- Campeonato Mundial

Gwangju 2019: 